# Elezioni comunali in Campania del 1995
Le elezioni comunali in Campania del 1995 si tennero il 23 aprile (con ballottaggio il 7 maggio) e il 19 novembre (con ballottaggio il 3 dicembre).

## Elezioni dell'aprile 1995

### Provincia di Napoli

#### Acerra
| Candidati                            | Candidati                                | Voti                 | %     | Liste                              | Voti   | %     | Seggi |
| ------------------------------------ | ---------------------------------------- | -------------------- | ----- | ---------------------------------- | ------ | ----- | ----- |
|                                      | Immacolata Verone Accede al ballottaggio | 10.855               | 43,90 | Partito Democratico della Sinistra | 3.384  | 14,65 | 7     |
| Partito della Rifondazione Comunista | Immacolata Verone Accede al ballottaggio | 10.855               | 43,90 | 2.635                              | 11,41  | 5     |       |
| Movimento per Acerra                 | Immacolata Verone Accede al ballottaggio | 10.855               | 43,90 | 2.040                              | 8,83   | 4     |       |
| Federazione Laburista                | Immacolata Verone Accede al ballottaggio | 10.855               | 43,90 | 1.381                              | 5,98   | 2     |       |
|                                      | Giovanni Bianco Accede al ballottaggio   | 7.561                | 30,58 | Alleanza Nazionale                 | 3.795  | 16,43 | 4     |
| Lista di Centro-Destra               | Giovanni Bianco Accede al ballottaggio   | 7.561                | 30,58 | 2.427                              | 10,51  | 2     |       |
| Lista di Centro-Destra               | Giovanni Bianco Accede al ballottaggio   | 7.561                | 30,58 | 1.008                              | 4,37   | 1     |       |
| Lista di Centro-Destra               | Giovanni Bianco Accede al ballottaggio   | 7.561                | 30,58 | 735                                | 3,18   | -     |       |
| Seggio di coalizione                 | Seggio di coalizione                     | Seggio di coalizione | 30,58 | 1                                  |        |       |       |
|                                      | Alfonso Buonincontro                     | 5.303                | 21,45 | Centro Cristiano Democratico       | 1.529  | 6,62  | 1     |
| Partito Popolare Italiano            | Alfonso Buonincontro                     | 5.303                | 21,45 | 1.237                              | 5,36   | 1     |       |
| Insieme per Acerra                   | Alfonso Buonincontro                     | 5.303                | 21,45 | 974                                | 4,22   | 1     |       |
| Partito Repubblicano Italiano        | Alfonso Buonincontro                     | 5.303                | 21,45 | 931                                | 4,03   | -     |       |
| Seggio di coalizione                 | Seggio di coalizione                     | Seggio di coalizione | 21,45 | 1                                  |        |       |       |
|                                      | Salvatore Palladino                      | 556                  | 2,25  | Centro Democratico Liberista       | 617    | 2,67  | -     |
|                                      | Andrea Albachiara                        | 451                  | 1,82  | Fratellanza Democratica            | 399    | 1,73  | -     |
| Totale                               | Totale                                   | 24.726               | 100   |                                    | 23.092 | 100   | 30    |

#### Afragola
| Candidati                     | Candidati                                 | Voti                 | %     | Liste                                | Voti   | %     | Seggi |
| ----------------------------- | ----------------------------------------- | -------------------- | ----- | ------------------------------------ | ------ | ----- | ----- |
|                               | Pasquale Caccavale Accede al ballottaggio | 12.021               | 36,35 | Partito Democratico della Sinistra   | 3.715  | 11,51 | 6     |
| Popolari                      | Pasquale Caccavale Accede al ballottaggio | 12.021               | 36,35 | 3.093                                | 9,58   | 5     |       |
| Nuovi Orizzonti               | Pasquale Caccavale Accede al ballottaggio | 12.021               | 36,35 | 1.646                                | 5,10   | 3     |       |
| Federazione Laburista         | Pasquale Caccavale Accede al ballottaggio | 12.021               | 36,35 | 1.616                                | 5,01   | 2     |       |
| Partito Repubblicano Italiano | Pasquale Caccavale Accede al ballottaggio | 12.021               | 36,35 | 1.081                                | 3,35   | 1     |       |
| Lista di Centro-Sinistra      | Pasquale Caccavale Accede al ballottaggio | 12.021               | 36,35 | 690                                  | 2,14   | 1     |       |
|                               | Paolo Moccia Accede al ballottaggio       | 11.342               | 34,29 | Alleanza Nazionale                   | 5.408  | 16,76 | 4     |
| Centro Cristiano Democratico  | Paolo Moccia Accede al ballottaggio       | 11.342               | 34,29 | 2.865                                | 8,88   | 2     |       |
| Forza Italia                  | Paolo Moccia Accede al ballottaggio       | 11.342               | 34,29 | 2.222                                | 6,88   | 1     |       |
| Salicelle                     | Paolo Moccia Accede al ballottaggio       | 11.342               | 34,29 | 743                                  | 2,30   | -     |       |
| Seggio di coalizione          | Seggio di coalizione                      | Seggio di coalizione | 34,29 | 1                                    |        |       |       |
|                               | Antonio Salzano                           | 4.176                | 12,63 | Unione di Centro                     | 1.658  | 5,14  | 1     |
| Partito Popolare Italiano     | Antonio Salzano                           | 4.176                | 12,63 | 1.334                                | 4,13   | -     |       |
| Nel Segno della Solidarietà   | Antonio Salzano                           | 4.176                | 12,63 | 1.077                                | 3,34   | -     |       |
| Seggio di coalizione          | Seggio di coalizione                      | Seggio di coalizione | 12,63 | 1                                    |        |       |       |
|                               | Vittorio Mazzone                          | 1.795                | 5,43  | Partito della Rifondazione Comunista | 1.387  | 4,30  | 1     |
|                               | Carmine Bencivenga                        | 1.519                | 4,59  | Insieme per il Progresso             | 1.612  | 4,99  | 1     |
|                               | Natale Cerbone                            | 1.110                | 3,36  | Io Cogito…e Tu                       | 961    | 2,98  | -     |
|                               | Michele Iazzetta                          | 575                  | 1,74  | Rinnovamento per Afragola            | 546    | 1,69  | -     |
|                               | Francesco Senese                          | 534                  | 1,61  | Movimento Sociale Fiamma Tricolore   | 620    | 1,92  | -     |
| Totale                        | Totale                                    | 33.072               | 100   |                                      | 32.274 | 100   | 30    |

#### Bacoli
| Candidati                            | Candidati                  | Voti                 | %     | Liste                              | Voti   | %     | Seggi |
| ------------------------------------ | -------------------------- | -------------------- | ----- | ---------------------------------- | ------ | ----- | ----- |
|                                      | Antonio Illiano ✔️ Sindaco | 8.551                | 52,89 | Partito Democratico della Sinistra | 4.006  | 27,09 | 6     |
| Partito della Rifondazione Comunista | Antonio Illiano ✔️ Sindaco | 8.551                | 52,89 | 1.114                              | 7,53   | 1     |       |
| Federazione dei Verdi                | Antonio Illiano ✔️ Sindaco | 8.551                | 52,89 | 954                                | 6,45   | 1     |       |
| Federazione Laburista                | Antonio Illiano ✔️ Sindaco | 8.551                | 52,89 | 700                                | 4,73   | 1     |       |
|                                      | Michele Massa              | 6.455                | 39,92 | Partito Popolare Italiano          | 2.721  | 18,40 | 4     |
| Centro Cristiano Democratico         | Michele Massa              | 6.455                | 39,92 | 1.979                              | 13,38  | 3     |       |
| Centro-Destra                        | Michele Massa              | 6.455                | 39,92 | 1.070                              | 7,24   | 1     |       |
| Patto Sociale                        | Michele Massa              | 6.455                | 39,92 | 652                                | 4,41   | 1     |       |
| Centro-Destra                        | Michele Massa              | 6.455                | 39,92 | 556                                | 3,76   | -     |       |
| Seggio di coalizione                 | Seggio di coalizione       | Seggio di coalizione | 39,92 | 1                                  |        |       |       |
|                                      | Ermanno Schiano            | 1.162                | 7,19  | Alleanza Nazionale                 | 1.035  | 7,00  | 1     |
| Totale                               | Totale                     | 16.168               | 100   |                                    | 14.787 | 100   | 20    |

#### Boscoreale
| Candidati                          | Candidati                                  | Voti                 | %     | Liste                                | Voti   | %     | Seggi |
| ---------------------------------- | ------------------------------------------ | -------------------- | ----- | ------------------------------------ | ------ | ----- | ----- |
|                                    | Vincenzo Balzano Accede al ballottaggio    | 6.734                | 42,45 | Cristiano Sociali                    | 2.880  | 19,17 | 6     |
| Partito Democratico della Sinistra | Vincenzo Balzano Accede al ballottaggio    | 6.734                | 42,45 | 1.861                                | 12,38  | 3     |       |
| Patto dei Democratici              | Vincenzo Balzano Accede al ballottaggio    | 6.734                | 42,45 | 1.578                                | 10,50  | 3     |       |
|                                    | Antonio Diplomatico Accede al ballottaggio | 5.649                | 35,61 | Centro Cristiano Democratico         | 2.189  | 14,57 | 2     |
| Forza Italia                       | Antonio Diplomatico Accede al ballottaggio | 5.649                | 35,61 | 2.042                                | 13,59  | 2     |       |
| Alleanza Nazionale                 | Antonio Diplomatico Accede al ballottaggio | 5.649                | 35,61 | 1.256                                | 8,36   | 1     |       |
| Seggio di coalizione               | Seggio di coalizione                       | Seggio di coalizione | 35,61 | 1                                    |        |       |       |
|                                    | Giuseppe Balzano                           | 2.525                | 15,92 | Partito Popolare Italiano            | 2.486  | 16,54 | 2     |
|                                    | Antonio Vitiello                           | 955                  | 6,02  | Partito della Rifondazione Comunista | 735    | 4,89  | -     |
| Totale                             | Totale                                     | 15.863               | 100   |                                      | 15.027 | 100   | 20    |

#### Frattamaggiore
| Candidati                            | Candidati                                  | Voti                 | %     | Liste                              | Voti   | %     | Seggi |
| ------------------------------------ | ------------------------------------------ | -------------------- | ----- | ---------------------------------- | ------ | ----- | ----- |
|                                      | Pasquale Di Gennaro Accede al ballottaggio | 5.550                | 25,00 | Impegno Popolare per Fratta        | 2.903  | 13,50 | 6     |
| Popolari                             | Pasquale Di Gennaro Accede al ballottaggio | 5.550                | 25,00 | 1.935                              | 9,00   | 4     |       |
| Patto dei Democratici                | Pasquale Di Gennaro Accede al ballottaggio | 5.550                | 25,00 | 1.470                              | 6,84   | 3     |       |
|                                      | Luigi Nappi Accede al ballottaggio         | 8.146                | 36,69 | Centro Cristiano Democratico       | 3.943  | 18,34 | 4     |
| Forza Italia                         | Luigi Nappi Accede al ballottaggio         | 8.146                | 36,69 | 2.895                              | 13,46  | 3     |       |
| Alleanza Nazionale                   | Luigi Nappi Accede al ballottaggio         | 8.146                | 36,69 | 2.467                              | 11,47  | 3     |       |
| Seggio di coalizione                 | Seggio di coalizione                       | Seggio di coalizione | 36,69 | 1                                  |        |       |       |
|                                      | Salvatore Canciello                        | 3.668                | 16,52 | Partito Democratico della Sinistra | 1.573  | 7,31  | 3     |
| Movimento Civico Ambientalista       | Salvatore Canciello                        | 3.668                | 16,52 | 918                                | 4,27   | 1     |       |
| Partito della Rifondazione Comunista | Salvatore Canciello                        | 3.668                | 16,52 | 519                                | 2,41   | -     |       |
| Seggio di coalizione                 | Seggio di coalizione                       | Seggio di coalizione | 16,52 | 1                                  |        |       |       |
|                                      | Vincenzo Del Prete                         | 3.287                | 14,81 | Partito Popolare Italiano          | 1.575  | 7,32  | -     |
|                                      | Pasquale Del Prete                         | 871                  | 3,92  | Città Nuova                        | 808    | 3,76  | -     |
|                                      | Pasquale Pezzullo                          | 678                  | 3,05  | Partito Repubblicano Italiano      | 498    | 2,32  | -     |
| Totale                               | Totale                                     | 22.200               | 100   |                                    | 21.504 | 100   | 30    |

#### Melito di Napoli
| Candidati                            | Candidati                                  | Voti                 | %     | Liste                              | Voti   | %     | Seggi |
| ------------------------------------ | ------------------------------------------ | -------------------- | ----- | ---------------------------------- | ------ | ----- | ----- |
|                                      | Bernardino Tuccillo Accede al ballottaggio | 4.419                | 32,67 | Partito Democratico della Sinistra | 1.991  | 15,32 | 7     |
| Federazione dei Verdi                | Bernardino Tuccillo Accede al ballottaggio | 4.419                | 32,67 | 1.305                              | 10,04  | 4     |       |
| Partito della Rifondazione Comunista | Bernardino Tuccillo Accede al ballottaggio | 4.419                | 32,67 | 545                                | 4,19   | 1     |       |
|                                      | Nicolangelo Pezone Accede al ballottaggio  | 5.017                | 37,09 | Riformisti Liberali per Melito     | 2.206  | 16,98 | 2     |
| Alleanza Nazionale                   | Nicolangelo Pezone Accede al ballottaggio  | 5.017                | 37,09 | 1.468                              | 11,30  | 1     |       |
| Forza Italia                         | Nicolangelo Pezone Accede al ballottaggio  | 5.017                | 37,09 | 1.364                              | 10,50  | 1     |       |
| Seggio di coalizione                 | Seggio di coalizione                       | Seggio di coalizione | 37,09 | 1                                  |        |       |       |
|                                      | Luigi Palumbo                              | 5.550                | 25,00 | Partito Popolare Italiano          | 2.391  | 18,40 | 2     |
| Centro Cristiano Democratico         | Luigi Palumbo                              | 5.550                | 25,00 | 473                                | 3,64   | -     |       |
| Seggio di coalizione                 | Seggio di coalizione                       | Seggio di coalizione | 25,00 | 1                                  |        |       |       |
|                                      | Domenico Chianese                          | 746                  | 5,52  | Federazione Laburista              | 682    | 5,25  | -     |
|                                      | Gaetano Simeone                            | 578                  | 4,27  | Socialdemocrazia                   | 568    | 4,37  | -     |
| Totale                               | Totale                                     | 13.525               | 100   |                                    | 12.993 | 100   | 20    |

#### Mugnano di Napoli
| Candidati                    | Candidati                               | Voti                 | %     | Liste                                | Voti   | %     | Seggi |
| ---------------------------- | --------------------------------------- | -------------------- | ----- | ------------------------------------ | ------ | ----- | ----- |
|                              | Maurizio Maturo Accede al ballottaggio  | 4.419                | 32,67 | Partito Democratico della Sinistra   | 2.762  | 18,90 | 5     |
| Partito Popolare Italiano    | Maurizio Maturo Accede al ballottaggio  | 4.419                | 32,67 | 1.961                                | 13,42  | 3     |       |
| Alleanza Popolare            | Maurizio Maturo Accede al ballottaggio  | 4.419                | 32,67 | 1.620                                | 11,09  | 2     |       |
| Socialdemocrazia             | Maurizio Maturo Accede al ballottaggio  | 4.419                | 32,67 | 1.564                                | 10,70  | 2     |       |
|                              | Cristofaro Menna Accede al ballottaggio | 4.187                | 27,53 | Alleanza Nazionale                   | 2.915  | 19,95 | 3     |
| Centro Cristiano Democratico | Cristofaro Menna Accede al ballottaggio | 4.187                | 27,53 | 1.104                                | 7,56   | 1     |       |
| Seggio di coalizione         | Seggio di coalizione                    | Seggio di coalizione | 27,53 | 1                                    |        |       |       |
|                              | Giuseppe Imperatore                     | 1.836                | 12,07 | Partito della Rifondazione Comunista | 1.132  | 7,75  | 1     |
| Federazione dei Verdi        | Giuseppe Imperatore                     | 1.836                | 12,07 | 385                                  | 2,64   | -     |       |
| Seggio di coalizione         | Seggio di coalizione                    | Seggio di coalizione | 12,07 | 1                                    |        |       |       |
|                              | Giuseppe Liccardo                       | 818                  | 5,38  | Uniti per Mugnano                    | 755    | 5,17  | 1     |
|                              | Mattia Liccardo                         | 425                  | 2,79  | Patto dei Democratici                | 412    | 2,82  | -     |
| Totale                       | Totale                                  | 15.207               | 100   |                                      | 14.610 | 100   | 20    |

#### Pompei
| Candidati                          | Candidati                                     | Voti                 | %     | Liste                           | Voti   | %     | Seggi |
| ---------------------------------- | --------------------------------------------- | -------------------- | ----- | ------------------------------- | ------ | ----- | ----- |
|                                    | Sandro Staiano Accede al ballottaggio         | 6.530                | 39,14 | Lista civica di centro-sinistra | 2.444  | 15,27 | 4     |
| Lista civica di centro-sinistra    | Sandro Staiano Accede al ballottaggio         | 6.530                | 39,14 | 1.521                           | 9,50   | 3     |       |
| Sinistra                           | Sandro Staiano Accede al ballottaggio         | 6.530                | 39,14 | 1.026                           | 6,41   | 2     |       |
| La Rete                            | Sandro Staiano Accede al ballottaggio         | 6.530                | 39,14 | 831                             | 5,19   | 1     |       |
| Lista civica di centro-sinistra    | Sandro Staiano Accede al ballottaggio         | 6.530                | 39,14 | 732                             | 4,57   | 1     |       |
|                                    | Giovanni Battista Zito Accede al ballottaggio | 4.273                | 25,61 | Popolari                        | 1.996  | 12,47 | 1     |
| Partito Democratico della Sinistra | Giovanni Battista Zito Accede al ballottaggio | 4.273                | 25,61 | 1.385                           | 8,65   | 1     |       |
| Seggio di coalizione               | Seggio di coalizione                          | Seggio di coalizione | 25,61 | 1                               |        |       |       |
|                                    | Giuseppe Luigi Arpaia                         | 3.665                | 21,97 | Alleanza Nazionale              | 1.623  | 10,14 | 1     |
| Forza Italia                       | Giuseppe Luigi Arpaia                         | 3.665                | 21,97 | 1.120                           | 7,00   | 1     |       |
| Centro Cristiano Democratico       | Giuseppe Luigi Arpaia                         | 3.665                | 21,97 | 981                             | 6,13   | 1     |       |
| Seggio di coalizione               | Seggio di coalizione                          | Seggio di coalizione | 21,97 | 1                               |        |       |       |
|                                    | Alfonso Cascone                               | 748                  | 4,48  | Centro Popolare Democratico     | 874    | 5,46  | 1     |
|                                    | Francesco Blasio                              | 733                  | 4,39  | Partito Popolare Italiano       | 616    | 3,85  | 1     |
|                                    | Alessandro Ferrara                            | 595                  | 3,57  | Neo Geo Pompei Pulita           | 748    | 4,67  | -     |
|                                    | Salvatore Vitiello                            | 139                  | 0,83  | Alleanza Popolare Cristiana     | 112    | 0,70  | -     |
| Totale                             | Totale                                        | 16.683               | 100   |                                 | 16.009 | 100   | 20    |

#### Sant'Anastasia
| Candidati                    | Candidati                            | Voti                 | %     | Liste                            | Voti   | %     | Seggi |
| ---------------------------- | ------------------------------------ | -------------------- | ----- | -------------------------------- | ------ | ----- | ----- |
|                              | Mario Romano Accede al ballottaggio  | 6.352                | 38,69 | Solidarietà Democrazia Progresso | 5.586  | 35,39 | 12    |
|                              | Emilio Maione Accede al ballottaggio | 7.470                | 45,50 | Popolari                         | 3.171  | 20,09 | 2     |
| Uniti per S. Anastasia       | Emilio Maione Accede al ballottaggio | 7.470                | 45,50 | 3.011                            | 19,08  | 2     |       |
| Centro Cristiano Democratico | Emilio Maione Accede al ballottaggio | 7.470                | 45,50 | 1.516                            | 9,60   | 1     |       |
| Seggio di coalizione         | Seggio di coalizione                 | Seggio di coalizione | 45,50 | 1                                |        |       |       |
|                              | Alfonso Gifuni                       | 2.597                | 15,82 | Alleanza Nazionale               | 2.501  | 15,84 | 2     |
| Totale                       | Totale                               | 16.419               | 100   |                                  | 15.785 | 100   | 20    |

#### Sorrento
| Candidati                                           | Candidati                   | Voti                 | %     | Liste                           | Voti   | %     | Seggi |
| --------------------------------------------------- | --------------------------- | -------------------- | ----- | ------------------------------- | ------ | ----- | ----- |
|                                                     | Marco Fiorentino ✔️ Sindaco | 6.429                | 56,50 | Centro                          | 3.174  | 30,57 | 6     |
| Lista Civica                                        | Marco Fiorentino ✔️ Sindaco | 6.429                | 56,50 | 1.929                           | 18,58  | 4     |       |
| Alleanza Nazionale                                  | Marco Fiorentino ✔️ Sindaco | 6.429                | 56,50 | 1.723                           | 16,59  | 3     |       |
|                                                     | Ferdinando Pinto            | 4.788                | 42,08 | Uniti per la Città che Vogliamo | 1.565  | 15,07 | 3     |
| Popolari                                            | Ferdinando Pinto            | 4.788                | 42,08 | 1.092                           | 10,52  | 2     |       |
| Federazione dei Verdi-Partito Repubblicano Italiano | Ferdinando Pinto            | 4.788                | 42,08 | 769                             | 7,41   | 1     |       |
| Seggio di coalizione                                | Seggio di coalizione        | Seggio di coalizione | 42,08 | 1                               |        |       |       |
|                                                     | Raffaele Fiorentino         | 162                  | 1,42  | Movimento Popolare Legalitario  | 131    | 1,26  | -     |
| Totale                                              | Totale                      | 11.379               | 100   |                                 | 10.383 | 100   | 20    |

### Provincia di Avellino

#### Avellino
| Candidati                     | Candidati                   | II turno             | II turno            | I turno | I turno | Liste                                    | Voti   | %     | Seggi |
| Candidati                     | Candidati                   | Voti                 | %                   | Voti    | %       | Liste                                    | Voti   | %     | Seggi |
| ----------------------------- | --------------------------- | -------------------- | ------------------- | ------- | ------- | ---------------------------------------- | ------ | ----- | ----- |
|                               | Antonio Di Nunno ✔️ Sindaco | 17 986               | 52,75               | 9 370   | 25,57   | Popolari                                 | 8 999  | 25,53 | 14    |
|                               | Stefano Sorvino             | 16 113               | 47,25               | 14 860  | 40,56   | Forza Italia - Il Polo Popolare          | 6 645  | 18,85 | 6     |
| Alleanza Nazionale            | Stefano Sorvino             | 16 113               | 47,25               | 14 860  | 40,56   | 4 972                                    | 14,10  | 4     |       |
| Centro Cristiano Democratico  | Stefano Sorvino             | 16 113               | 47,25               | 14 860  | 40,56   | 3 241                                    | 9,19   | 2     |       |
| Seggio di coalizione          | Seggio di coalizione        | Seggio di coalizione | 47,25               | 14 860  | 40,56   | 1                                        |        |       |       |
|                               | Gerardo Cucciniello         | Gerardo Cucciniello  | Gerardo Cucciniello | 3 917   | 10,69   | Insieme per Avellino                     | 3 298  | 9,35  | 2     |
| Seggio di coalizione          | Seggio di coalizione        | Seggio di coalizione | Gerardo Cucciniello | 3 917   | 10,69   | 1                                        |        |       |       |
|                               | Ettore De Socio             | Ettore De Socio      | Ettore De Socio     | 3 893   | 10,63   | Partito Democratico della Sinistra (A)   | 3 920  | 11,12 | 5     |
| Seggio di coalizione          | Seggio di coalizione        | Seggio di coalizione | Ettore De Socio     | 3 893   | 10,63   | 1                                        |        |       |       |
|                               | Nicola Vietri               | Nicola Vietri        | Nicola Vietri       | 1 838   | 5,02    | Partito della Rifondazione Comunista (B) | 1 226  | 3,48  | 1     |
| Seggio di coalizione          | Seggio di coalizione        | Seggio di coalizione | Nicola Vietri       | 1 838   | 5,02    | 1                                        |        |       |       |
|                               | Antonio De Fazio            | Antonio De Fazio     | Antonio De Fazio    | 1 275   | 3,48    | Patto dei Democratici (C)                | 1 216  | 3,45  | –     |
| Seggio di coalizione          | Seggio di coalizione        | Seggio di coalizione | Antonio De Fazio    | 1 275   | 3,48    | 1                                        |        |       |       |
|                               | Giovanni Santoro            | Giovanni Santoro     | Giovanni Santoro    | 1 012   | 2,76    | Polo Democratico (PSDI - PRI) (D)        | 1 198  | 3,40  | –     |
| Seggio di coalizione          | Seggio di coalizione        | Seggio di coalizione | Giovanni Santoro    | 1 012   | 2,76    | 1                                        |        |       |       |
|                               | Rocco Tanga                 | Rocco Tanga          | Rocco Tanga         | 474     | 1,29    | Federazione dei Verdi                    | 540    | 1,53  | –     |
| Totale                        | Totale                      | 34 099               | 100                 | 36 639  | 100     |                                          | 35 255 | 100   | 40    |
|                               |                             |                      |                     |         |         |                                          |        |       |       |
| Fonte: Ministero dell'interno |                             |                      |                     |         |         |                                          |        |       |       |

#### Ariano Irpino
| Candidati                 | Candidati                                | Voti                 | %     | Liste                                     | Voti   | %     | Seggi |
| ------------------------- | ---------------------------------------- | -------------------- | ----- | ----------------------------------------- | ------ | ----- | ----- |
|                           | Erminio Grasso Accede al ballottaggio    | 6.001                | 38,67 | Forza Italia-Centro Cristiano Democratico | 3.211  | 21,58 | 6     |
| Alleanza Nazionale        | Erminio Grasso Accede al ballottaggio    | 6.001                | 38,67 | 2.221                                     | 14,93  | 4     |       |
| Partito Popolare Italiano | Erminio Grasso Accede al ballottaggio    | 6.001                | 38,67 | 1.079                                     | 6,42   | 1     |       |
|                           | Roberto Cardinale Accede al ballottaggio | 4.624                | 29,80 | Popolari                                  | 4.139  | 27,82 | 5     |
|                           | Vittorio Melito                          | 4.117                | 26,53 | Insieme per Ariano                        | 3.113  | 20,92 | 2     |
| Patto dei Democratici     | Vittorio Melito                          | 4.117                | 26,53 | 688                                       | 4,62   | -     |       |
| Seggio di coalizione      | Seggio di coalizione                     | Seggio di coalizione | 26,53 | 1                                         |        |       |       |
|                           | Giuseppe Lo Conte                        | 776                  | 5,00  | La Bandiera                               | 553    | 3,72  | 1     |
| Totale                    | Totale                                   | 15.518               | 100   |                                           | 14.880 | 100   | 20    |

### Provincia di Caserta

#### Casal di Principe
| Candidati                    | Candidati                   | Voti   | %     | Liste                           | Voti   | %     | Seggi |
| ---------------------------- | --------------------------- | ------ | ----- | ------------------------------- | ------ | ----- | ----- |
|                              | Vincenzo Corvino ✔️ Sindaco | 7.356  | 70,37 | Centro                          | 2.611  | 25,90 | 5     |
| Centro                       | Vincenzo Corvino ✔️ Sindaco | 7.356  | 70,37 | 2.176                           | 21,59  | 4     |       |
| Centro Cristiano Democratico | Vincenzo Corvino ✔️ Sindaco | 7.356  | 70,37 | 1.455                           | 14,43  | 3     |       |
| Alleanza Nazionale           | Vincenzo Corvino ✔️ Sindaco | 7.356  | 70,37 | 1.400                           | 13,89  | 3     |       |
|                              | Pasquale Corvino            | 3.098  | 29,63 | Lista civica di centro-sinistra | 2.439  | 24,19 | 5     |
| Totale                       | Totale                      | 10.454 | 100   |                                 | 10.081 | 100   | 20    |

#### Mondragone
| Candidati                             | Candidati                               | Voti                 | %     | Liste                                | Voti   | %     | Seggi |
| ------------------------------------- | --------------------------------------- | -------------------- | ----- | ------------------------------------ | ------ | ----- | ----- |
|                                       | Michele Zannini Accede al ballottaggio  | 3.672                | 25,14 | Unione Popolare                      | 2.697  | 18,84 | 9     |
| Partito Repubblicano Italiano         | Michele Zannini Accede al ballottaggio  | 3.672                | 25,14 | 843                                  | 5,89   | 3     |       |
|                                       | Claudio Beatrice Accede al ballottaggio | 4.511                | 30,89 | Alleanza Nazionale                   | 2.012  | 14,06 | 1     |
| Forza Italia                          | Claudio Beatrice Accede al ballottaggio | 4.511                | 30,89 | 1.543                                | 10,78  | 1     |       |
| Centro Cristiano Democratico          | Claudio Beatrice Accede al ballottaggio | 4.511                | 30,89 | 1.074                                | 7,50   | 1     |       |
| Seggio di coalizione                  | Seggio di coalizione                    | Seggio di coalizione | 30,89 | 1                                    |        |       |       |
|                                       | Ugo Alfredo Conte                       | 2.587                | 17,71 | Lista Civica                         | 1.620  | 11,32 | 1     |
| Partito Popolare Italiano             | Ugo Alfredo Conte                       | 2.587                | 17,71 | 925                                  | 6,46   | -     |       |
| Seggio di coalizione                  | Seggio di coalizione                    | Seggio di coalizione | 17,71 | 1                                    |        |       |       |
|                                       | Achille Cennami                         | 2.118                | 14,50 | Alleanza Democratica                 | 1.055  | 7,37  | -     |
| Socialisti Italiani-Socialdemocratici | Achille Cennami                         | 2.118                | 14,50 | 868                                  | 6,06   | -     |       |
| Seggio di coalizione                  | Seggio di coalizione                    | Seggio di coalizione | 14,50 | 1                                    |        |       |       |
|                                       | Ugo Di Girolamo                         | 1.084                | 7,42  | Mondragone Città                     | 1.059  | 7,40  | 1     |
|                                       | Raffaele Pero                           | 632                  | 4,33  | Lista per Il Rinnovamento-Mondragone | 616    | 4,30  | -     |
| Totale                                | Totale                                  | 14.604               | 100   |                                      | 14.312 | 100   | 20    |

### Provincia di Salerno

#### Agropoli
| Candidati             | Candidati                             | Voti                 | %     | Liste                                                    | Voti   | %     | Seggi |
| --------------------- | ------------------------------------- | -------------------- | ----- | -------------------------------------------------------- | ------ | ----- | ----- |
|                       | Bruno Mautone Accede al ballottaggio  | 3.506                | 30,46 | Alleanza Nazionale                                       | 1.749  | 15,86 | 6     |
| Forza Italia          | Bruno Mautone Accede al ballottaggio  | 3.506                | 30,46 | 1.724                                                    | 15,63  | 6     |       |
|                       | Luigi Crispino Accede al ballottaggio | 2.744                | 23,84 | Partito Popolare Italiano                                | 1.769  | 16,04 | 2     |
| Federazione Laburista | Luigi Crispino Accede al ballottaggio | 2.744                | 23,84 | 1.219                                                    | 11,05  | 1     |       |
| Seggio di coalizione  | Seggio di coalizione                  | Seggio di coalizione | 23,84 | 1                                                        |        |       |       |
|                       | Guido Maurano                         | 2.376                | 20,73 | Pro Civitate Agropolis                                   | 1.702  | 15,43 | 2     |
|                       | Giuseppe Murino                       | 978                  | 8,50  | Progressisti Democratici Agropoli                        | 794    | 7,20  | 1     |
|                       | Angelo Carmelo Buccino                | 758                  | 6,59  | Centro Cristiano Democratico                             | 855    | 7,75  | 1     |
|                       | Vincenzo Migliorino                   | 715                  | 6,21  | Partito Democratico della Sinistra-Federazione dei Verdi | 706    | 6,40  | -     |
|                       | Gennaro Scotillo                      | 422                  | 3,67  | Nuova Agropoli Partito dei Cittadini                     | 512    | 4,64  | -     |
| Totale                | Totale                                | 11.509               | 100   |                                                          | 11.030 | 100   | 20    |

#### Angri
| Candidati                    | Candidati                                  | Voti                 | %     | Liste              | Voti   | %     | Seggi |
| ---------------------------- | ------------------------------------------ | -------------------- | ----- | ------------------ | ------ | ----- | ----- |
|                              | Umberto Postiglione Accede al ballottaggio | 6.337                | 33,32 | Popolari           | 2.311  | 13,01 | 3     |
| Sinistra                     | Umberto Postiglione Accede al ballottaggio | 6.337                | 33,32 | 1.537              | 8,65   | 2     |       |
| Centro                       | Umberto Postiglione Accede al ballottaggio | 6.337                | 33,32 | 1.451              | 8,17   | 2     |       |
| Centro                       | Umberto Postiglione Accede al ballottaggio | 6.337                | 33,32 | 696                | 3,92   | 1     |       |
|                              | Giuseppe Chiavazzo Accede al ballottaggio  | 4.646                | 24,43 | Angri Città Nuova  | 3.006  | 16,92 | 3     |
| Centro Cristiano Democratico | Giuseppe Chiavazzo Accede al ballottaggio  | 4.646                | 24,43 | 1.271              | 7,15   | 1     |       |
| Partito Popolare Italiano    | Giuseppe Chiavazzo Accede al ballottaggio  | 4.646                | 24,43 | 633                | 3,56   | -     |       |
| Seggio di coalizione         | Seggio di coalizione                       | Seggio di coalizione | 24,43 | 1                  |        |       |       |
|                              | Francesco Buonaventura                     | 4.374                | 23,00 | Progressisti       | 2.063  | 11,61 | 2     |
| Rifondazione Comunista       | Francesco Buonaventura                     | 4.374                | 23,00 | 882                | 4,96   | 1     |       |
| Federazione dei Verdi        | Francesco Buonaventura                     | 4.374                | 23,00 | 351                | 1,98   | -     |       |
| Seggio di coalizione         | Seggio di coalizione                       | Seggio di coalizione | 23,00 | 1                  |        |       |       |
|                              | Giuseppe Palumbo                           | 3.659                | 19,24 | Alleanza Nazionale | 2.114  | 11,90 | 1     |
| Forza Italia                 | Giuseppe Palumbo                           | 3.659                | 19,24 | 1.455              | 8,19   | 1     |       |
| Seggio di coalizione         | Seggio di coalizione                       | Seggio di coalizione | 19,24 | 1                  |        |       |       |
| Totale                       | Totale                                     | 19.016               | 100   |                    | 17.770 | 100   | 20    |

#### Capaccio
| Candidati                 | Candidati                              | Voti                 | %     | Liste                        | Voti   | %     | Seggi |
| ------------------------- | -------------------------------------- | -------------------- | ----- | ---------------------------- | ------ | ----- | ----- |
|                           | Pasquale Marino Accede al ballottaggio | 4.258                | 35,70 | Sinistra                     | 2.500  | 22,01 | 9     |
| Sinistra                  | Pasquale Marino Accede al ballottaggio | 4.258                | 35,70 | 1.049                        | 9,23   | 3     |       |
|                           | Paolo Paolino Accede al ballottaggio   | 4.041                | 33,88 | Centro Cristiano Democratico | 1.849  | 16,27 | 1     |
| Forza Italia              | Paolo Paolino Accede al ballottaggio   | 4.041                | 33,88 | 1.272                        | 11,20  | 1     |       |
| Alleanza Nazionale        | Paolo Paolino Accede al ballottaggio   | 4.041                | 33,88 | 1.172                        | 10,32  | 1     |       |
| Seggio di coalizione      | Seggio di coalizione                   | Seggio di coalizione | 33,88 | 1                            |        |       |       |
|                           | Antonio Vecchio                        | 3.628                | 30,42 | Popolari                     | 1.627  | 14,32 | 2     |
| Progressisti per Capaccio | Antonio Vecchio                        | 3.628                | 30,42 | 1.293                        | 11,38  | 1     |       |
| Patto dei Democratici     | Antonio Vecchio                        | 3.628                | 30,42 | 599                          | 5,27   | -     |       |
| Seggio di coalizione      | Seggio di coalizione                   | Seggio di coalizione | 30,42 | 1                            |        |       |       |
| Totale                    | Totale                                 | 11.927               | 100   |                              | 11.361 | 100   | 20    |

#### Mercato San Severino
| Candidati             | Candidati                               | Voti                 | %     | Liste                              | Voti   | %     | Seggi |
| --------------------- | --------------------------------------- | -------------------- | ----- | ---------------------------------- | ------ | ----- | ----- |
|                       | Giovanni Romano Accede al ballottaggio  | 4.348                | 34,16 | Lista Civica per San Severino      | 3.565  | 29,13 | 9     |
|                       | Antonio Acconcia Accede al ballottaggio | 3.695                | 29,03 | Popolari                           | 2.149  | 17,56 | 2     |
| Cattolici Democratici | Antonio Acconcia Accede al ballottaggio | 3.695                | 29,03 | 2.009                              | 16,41  | 2     |       |
| Seggio di coalizione  | Seggio di coalizione                    | Seggio di coalizione | 29,03 | 1                                  |        |       |       |
|                       | Pasquale Albano                         | 1.671                | 13,13 | Insieme per Mercato San Severino   | 1.554  | 12,70 | 3     |
|                       | Gerardo Pisani                          | 1.583                | 12,44 | Partito Democratico della Sinistra | 1.159  | 9,47  | 1     |
| Federazione dei Verdi | Gerardo Pisani                          | 1.583                | 12,44 | 422                                | 3,45   | -     |       |
| Seggio di coalizione  | Seggio di coalizione                    | Seggio di coalizione | 12,44 | 1                                  |        |       |       |
|                       | Antonio Pergamo                         | 1.431                | 11,24 | Centro Cristiano Democratico       | 1.382  | 11,29 | 1     |
| Totale                | Totale                                  | 12.728               | 100   |                                    | 12.240 | 100   | 20'   |

#### Nocera Inferiore
| Candidati                        | Candidati                           | Voti                 | %     | Liste                          | Voti   | %     | Seggi |
| -------------------------------- | ----------------------------------- | -------------------- | ----- | ------------------------------ | ------ | ----- | ----- |
|                                  | Matteo Forte Accede al ballottaggio | 14.339               | 48,81 | Popolari-Federazione dei Verdi | 4.801  | 17,38 | 6     |
| Sinistra                         | Matteo Forte Accede al ballottaggio | 14.339               | 48,81 | 4.428                          | 16,03  | 6     |       |
| Liste Civiche di Centro-Sinistra | Matteo Forte Accede al ballottaggio | 14.339               | 48,81 | 2.499                          | 9,05   | 3     |       |
| Liste Civiche di Centro-Sinistra | Matteo Forte Accede al ballottaggio | 14.339               | 48,81 | 2.360                          | 8,54   | 3     |       |
|                                  | Ugo Fasciani Accede al ballottaggio | 4.640                | 15,80 | Forza Italia-Polo Popolare     | 3.761  | 13,61 | 4     |
|                                  | Gerardo Gustato                     | 4.477                | 15,24 | Alleanza Nazionale             | 2.638  | 9,55  | 1     |
| Nocera Città                     | Gerardo Gustato                     | 4.477                | 15,24 | 1.366                          | 4,94   | 1     |       |
| Seggio di coalizione             | Seggio di coalizione                | Seggio di coalizione | 15,24 | 1                              |        |       |       |
|                                  | Antonio Maranca                     | 4.009                | 13,65 | Centro Cristiano Democratico   | 4.146  | 15,01 | 4     |
|                                  | Alfonso Baio                        | 1.911                | 6,51  | Sinistra Liberale              | 1.626  | 5,89  | 1     |
| Totale                           | Totale                              | 29.376               | 100   |                                | 27.625 | 100   | 30    |

#### Sarno
| Candidati                       | Candidati                                | Voti                 | %     | Liste                        | Voti   | %     | Seggi |
| ------------------------------- | ---------------------------------------- | -------------------- | ----- | ---------------------------- | ------ | ----- | ----- |
|                                 | Gerardo Basile Accede al ballottaggio    | 5.601                | 29,50 | Alleanza Nazionale           | 3.963  | 22,12 | 14    |
| Forza Italia                    | Gerardo Basile Accede al ballottaggio    | 5.601                | 29,50 | 1.277                        | 7,13   | 4     |       |
|                                 | Antonio Benisatto Accede al ballottaggio | 2.816                | 14,83 | L'Arcobaleno                 | 2.392  | 13,35 | 3     |
|                                 | Alessandro Salerno                       | 2.505                | 13,19 | Lista Civica di Sinistra     | 1.891  | 10,56 | 1     |
| Lista Civica di Centro-Sinistra | Alessandro Salerno                       | 2.505                | 13,19 | 705                          | 3,94   | -     |       |
| Seggio di coalizione            | Seggio di coalizione                     | Seggio di coalizione | 13,19 | 1                            |        |       |       |
|                                 | Domenico Musco                           | 2.348                | 12,37 | Popolari                     | 2.398  | 13,39 | 2     |
|                                 | Francesco Buonaiuto                      | 2.272                | 11,97 | Centro Cristiano Democratico | 2.313  | 12,91 | 2     |
|                                 | Leandro Sodano                           | 1.656                | 8,72  | L'Altra Sarno                | 1.429  | 7,98  | 2     |
|                                 | Mario Mancuso                            | 959                  | 5,05  | Moderati Sarno               | 800    | 4,47  | -     |
|                                 | Francesco Mancuso                        | 829                  | 4,37  | Gruppo 2000                  | 746    | 4,16  | 1     |
| Totale                          | Totale                                   | 18.986               | 100   |                              | 17.914 | 100   | 30    |

## Elezioni del novembre 1995

### Provincia di Napoli

#### Ercolano
| Candidati                 | Candidati              | Voti                 | %     | Liste                              | Voti   | %     | Seggi |
| ------------------------- | ---------------------- | -------------------- | ----- | ---------------------------------- | ------ | ----- | ----- |
|                           | Luisa Bossa ✔️ Sindaco | 20.042               | 61,18 | Partito Democratico della Sinistra | 7.558  | 24,06 | 8     |
| Partito Popolare Italiano | Luisa Bossa ✔️ Sindaco | 20.042               | 61,18 | 5.064                              | 16,12  | 6     |       |
| Rifondazione Comunista    | Luisa Bossa ✔️ Sindaco | 20.042               | 61,18 | 3.053                              | 9,72   | 3     |       |
| Patto dei Democratici     | Luisa Bossa ✔️ Sindaco | 20.042               | 61,18 | 2.123                              | 6,76   | 2     |       |
|                           | Ciro Pane              | 4.813                | 14,69 | Alleanza Nazionale                 | 3.014  | 9,60  | 3     |
| Forza Italia              | Ciro Pane              | 4.813                | 14,69 | 1.583                              | 5,04   | 1     |       |
| Seggio di coalizione      | Seggio di coalizione   | Seggio di coalizione | 14,69 | 1                                  |        |       |       |
|                           | Vincenzo De Vita       | 3.162                | 9,65  | N.O.E. Arca 2000                   | 1.959  | 6,24  | 2     |
| Insieme per la Ripresa    | Vincenzo De Vita       | 3.162                | 9,65  | 1.789                              | 5,70   | 1     |       |
| Seggio di coalizione      | Seggio di coalizione   | Seggio di coalizione | 9,65  | 1                                  |        |       |       |
|                           | Pasquale Iacomino      | 1.782                | 5,44  | Centro Cristiano Democratico       | 2.254  | 7,18  | 2     |
|                           | Aniello Iacomino       | 861                  | 2,63  | Unione per Ercolano                | 890    | 2,83  | -     |
|                           | Andrea Rotondi         | 792                  | 2,42  | Movimento Sociale Fiamma Tricolore | 822    | 2,62  | -     |
|                           | Antonio Nisita         | 780                  | 2,38  | Federazione dei Verdi              | 750    | 2,39  | -     |
|                           | Mario Michele Sannino  | 526                  | 1,61  | Partito Repubblicano Italiano      | 551    | 1,75  | -     |
| Totale                    | Totale                 | 32.758               | 100   |                                    | 31.410 | 100   | 30    |

#### Nola
| Candidati                   | Candidati                                 | Voti                 | %     | Liste                                          | Voti   | %     | Seggi |
| --------------------------- | ----------------------------------------- | -------------------- | ----- | ---------------------------------------------- | ------ | ----- | ----- |
|                             | Francesco Ambrosio Accede al ballottaggio | 9.008                | 41,93 | Alleanza Nazionale                             | 4.695  | 22,41 | 9     |
| Forza Italia                | Francesco Ambrosio Accede al ballottaggio | 9.008                | 41,93 | 3.364                                          | 16,06  | 7     |       |
| Cristiani Democratici Uniti | Francesco Ambrosio Accede al ballottaggio | 9.008                | 41,93 | 1.413                                          | 6,75   | 2     |       |
| Seggio di coalizione        | Seggio di coalizione                      | Seggio di coalizione | 41,93 | 1                                              |        |       |       |
|                             | Ferdinando Avella Accede al ballottaggio  | 7.206                | 33,54 | Partito Democratico della Sinistra-Città Nuova | 1.545  | 7,38  | 2     |
| Federazione Laburista       | Ferdinando Avella Accede al ballottaggio  | 7.206                | 33,54 | 1.436                                          | 6,86   | 1     |       |
| Proposta per la Città       | Ferdinando Avella Accede al ballottaggio  | 7.206                | 33,54 | 1.243                                          | 5,93   | 1     |       |
| Partito Popolare Italiano   | Ferdinando Avella Accede al ballottaggio  | 7.206                | 33,54 | 1.228                                          | 5,86   | 1     |       |
| Federazione dei Verdi       | Ferdinando Avella Accede al ballottaggio  | 7.206                | 33,54 | 783                                            | 3,74   | 1     |       |
| Seggio di coalizione        | Seggio di coalizione                      | Seggio di coalizione | 33,54 | 1                                              |        |       |       |
|                             | Giovanni Manzi                            | 4.763                | 22,17 | Città del Sole                                 | 4.798  | 22,90 | 5     |
|                             | Paolino Tizzano                           | 506                  | 2,36  | Movimento Sociale Fiamma Tricolore             | 443    | 2,11  | -     |
| Totale                      | Totale                                    | 21.483               | 100   |                                                | 20.948 | 100   | 30    |

#### Pomigliano d'Arco
| Candidati                                                | Candidati                                       | Voti                 | %     | Liste                                    | Voti   | %     | Seggi |
| -------------------------------------------------------- | ----------------------------------------------- | -------------------- | ----- | ---------------------------------------- | ------ | ----- | ----- |
|                                                          | Michele Caiazzo Accede al ballottaggio          | 10.278               | 40,48 | Partito Democratico della Sinistra       | 5.191  | 21,21 | 11    |
| Patto dei Democratici                                    | Michele Caiazzo Accede al ballottaggio          | 10.278               | 40,48 | 1.787                                    | 7,30   | 3     |       |
| Pomigliano Democratica                                   | Michele Caiazzo Accede al ballottaggio          | 10.278               | 40,48 | 1.036                                    | 4,23   | 2     |       |
| Partito Repubblicano Italiano                            | Michele Caiazzo Accede al ballottaggio          | 10.278               | 40,48 | 900                                      | 3,68   | 1     |       |
| Comunisti Unitari-Lavoro e Solidarietà X Pomigliano      | Michele Caiazzo Accede al ballottaggio          | 10.278               | 40,48 | 670                                      | 2,74   | 1     |       |
| Federazione dei Verdi                                    | Michele Caiazzo Accede al ballottaggio          | 10.278               | 40,48 | 334                                      | 1,36   | -     |       |
|                                                          | Marianna Fragalà Coppola Accede al ballottaggio | 7.756                | 30,55 | Rifondazione Comunista                   | 1.885  | 7,70  | 2     |
| Federazione Laburista                                    | Marianna Fragalà Coppola Accede al ballottaggio | 7.756                | 30,55 | 1.697                                    | 6,93   | 1     |       |
| Insieme per Pomigliano                                   | Marianna Fragalà Coppola Accede al ballottaggio | 7.756                | 30,55 | 1.688                                    | 6,90   | 1     |       |
| Partito Popolare Italiano                                | Marianna Fragalà Coppola Accede al ballottaggio | 7.756                | 30,55 | 1.587                                    | 6,48   | 1     |       |
| Patto di Alleanza Democratica per Pomigliano Città Nuova | Marianna Fragalà Coppola Accede al ballottaggio | 7.756                | 30,55 | 1.295                                    | 5,29   | 1     |       |
| Seggio di coalizione                                     | Seggio di coalizione                            | Seggio di coalizione | 30,55 | 1                                        |        |       |       |
|                                                          | Franco Masucci                                  | 5.867                | 23,11 | Alleanza Nazionale                       | 2.560  | 10,46 | 2     |
| Centro Cristiano Democratico                             | Franco Masucci                                  | 5.867                | 23,11 | 2.321                                    | 9,48   | 1     |       |
| Seggio di coalizione                                     | Seggio di coalizione                            | Seggio di coalizione | 23,11 | 1                                        |        |       |       |
|                                                          | Luigi Capone                                    | 1.490                | 5,87  | Forza Italia-Cristiani Democratici Uniti | 1.522  | 6,22  | 1     |
| Totale                                                   | Totale                                          | 25.391               | 100   |                                          | 24.473 | 100   | 30    |

#### San Giuseppe Vesuviano
| Candidati                    | Candidati                                 | Voti                 | %     | Liste                                      | Voti   | %     | Seggi |
| ---------------------------- | ----------------------------------------- | -------------------- | ----- | ------------------------------------------ | ------ | ----- | ----- |
|                              | Massimo Ambrosio Accede al ballottaggio   | 4.590                | 27,88 | Partito Popolare Italiano                  | 1.834  | 11,68 | 6     |
| Alleanza di Progresso        | Massimo Ambrosio Accede al ballottaggio   | 4.590                | 27,88 | 1.373                                      | 8,75   | 4     |       |
|                              | Gennaro Annunziata Accede al ballottaggio | 6.340                | 38,51 | Alleanza Nazionale                         | 2.860  | 18,22 | 2     |
| Cristiani Democratici Uniti  | Gennaro Annunziata Accede al ballottaggio | 6.340                | 38,51 | 1.974                                      | 12,57  | 1     |       |
| Forza Italia                 | Gennaro Annunziata Accede al ballottaggio | 6.340                | 38,51 | 1.310                                      | 8,34   | 1     |       |
| Centro Cristiano Democratico | Gennaro Annunziata Accede al ballottaggio | 6.340                | 38,51 | 826                                        | 5,26   | -     |       |
| Seggio di coalizione         | Seggio di coalizione                      | Seggio di coalizione | 38,51 | 1                                          |        |       |       |
|                              | Carlo Michele Catapano                    | 3.284                | 18,85 | Uniti per San Giuseppe-Impegno Democratico | 3.001  | 19,12 | 2     |
| I Socialisti Sangiuseppesi   | Carlo Michele Catapano                    | 3.284                | 18,85 | 668                                        | 4,26   | 1     |       |
| Seggio di coalizione         | Seggio di coalizione                      | Seggio di coalizione | 18,85 | 1                                          |        |       |       |
|                              | Francesco Ammirati                        | 2.251                | 13,67 | Patto dei Democratici                      | 1.630  | 10,38 | -     |
| Federazione dei Verdi        | Francesco Ammirati                        | 2.251                | 13,67 | 223                                        | 1,42   | -     |       |
| Seggio di coalizione         | Seggio di coalizione                      | Seggio di coalizione | 13,67 | 1                                          |        |       |       |
| Totale                       | Totale                                    | 16.465               | 100   |                                            | 15.699 | 100   | 20    |

#### Sant'Antonio Abate
| Candidati               | Candidati                                | Voti                 | %     | Liste                                           | Voti   | %     | Seggi |
| ----------------------- | ---------------------------------------- | -------------------- | ----- | ----------------------------------------------- | ------ | ----- | ----- |
|                         | Gioacchino Alfano Accede al ballottaggio | 3.900                | 34,44 | Cristiani Democratici Uniti                     | 3.348  | 30,24 | 12    |
|                         | Filippo Torrente Accede al ballottaggio  | 3.629                | 32,05 | Centro Cristiano Democratico                    | 2.421  | 21,86 | 2     |
| Alleanza Nazionale      | Filippo Torrente Accede al ballottaggio  | 3.629                | 32,05 | 1.013                                           | 9,15   | 1     |       |
| Forza S. Antonio Abate  | Filippo Torrente Accede al ballottaggio  | 3.629                | 32,05 | 854                                             | 7,71   | 1     |       |
| Seggio di coalizione    | Seggio di coalizione                     | Seggio di coalizione | 32,05 | 1                                               |        |       |       |
|                         | Mario Savarese                           | 2.943                | 25,99 | Democratici e Progressisti per S. Antonio Abate | 1.958  | 17,68 | 2     |
| Solidarietà e Progresso | Mario Savarese                           | 2.943                | 25,99 | 732                                             | 6,61   | -     |       |
| Seggio di coalizione    | Seggio di coalizione                     | Seggio di coalizione | 25,99 | 1                                               |        |       |       |
|                         | Sebastiano Gargiulo                      | 754                  | 6,66  | Partito Popolare Italiano                       | 594    | 5,36  | -     |
| Federazione dei Verdi   | Sebastiano Gargiulo                      | 754                  | 6,66  | 66                                              | 0,60   | -     |       |
| Seggio di coalizione    | Seggio di coalizione                     | Seggio di coalizione | 6,66  | 1                                               |        |       |       |
|                         | Sabato Abagnale                          | 97                   | 0,86  | Lega Italia Federale                            | 87     | 0,79  | -     |
| Totale                  | Totale                                   | 11.323               | 100   |                                                 | 11.073 | 100   | 20    |

#### Sorrento
| Candidati                    | Candidati                               | Voti                 | %     | Liste                           | Voti   | %     | Seggi |
| ---------------------------- | --------------------------------------- | -------------------- | ----- | ------------------------------- | ------ | ----- | ----- |
|                              | Ferdinando Pinto Accede al ballottaggio | 3.479                | 30,77 | Uniti per la Città che Vogliamo | 2.711  | 24,89 | 9     |
|                              | Giuseppe Cuomo Accede al ballottaggio   | 4.516                | 39,94 | Forza Italia                    | 2.907  | 26,69 | 4     |
| Alleanza Nazionale           | Giuseppe Cuomo Accede al ballottaggio   | 4.516                | 39,94 | 1.177                           | 10,81  | 1     |       |
| Centro Cristiano Democratico | Giuseppe Cuomo Accede al ballottaggio   | 4.516                | 39,94 | 1.152                           | 10,58  | 1     |       |
| Seggio di coalizione         | Seggio di coalizione                    | Seggio di coalizione | 39,94 | 1                               |        |       |       |
|                              | Raffaele Attardi                        | 1.118                | 9,89  | Insieme per Sorrento            | 959    | 8,95  | 3     |
|                              | Gaetano Milano                          | 1.006                | 8,90  | Lista Sorrento                  | 959    | 8,81  | 1     |
|                              | Giovanbattista Pane                     | 568                  | 5,02  | Sorrento Punto e a Capo         | 622    | 5,71  | -     |
|                              | Alfonso Pecoraro Scanio                 | 375                  | 3,32  | Federazione dei Verdi           | 199    | 1,83  | -     |
|                              | Erminio Liguori                         | 201                  | 1,78  | Rifondazione Comunista          | 162    | 1,49  | -     |
|                              | Raffaele Fiorentino                     | 44                   | 0,39  | Movimento Popolare Legalitario  | 27     | 0,25  | -     |
| Totale                       | Totale                                  | 11.307               | 100   |                                 | 10.891 | 100   | 20    |

#### Torre Annunziata
| Candidati                         | Candidati                                     | Voti   | %     | Liste                                    | Voti   | %     | Seggi |
| --------------------------------- | --------------------------------------------- | ------ | ----- | ---------------------------------------- | ------ | ----- | ----- |
|                                   | Francesco Maria Cucolo Accede al ballottaggio | 11.984 | 44,83 | Partito Democratico della Sinistra       | 6.682  | 25,80 | 11    |
| Progetto Democratico Progressista | Francesco Maria Cucolo Accede al ballottaggio | 11.984 | 44,83 | 1.546                                    | 5,97   | 2     |       |
| Partito Popolare Italiano         | Francesco Maria Cucolo Accede al ballottaggio | 11.984 | 44,83 | 1.288                                    | 4,97   | 2     |       |
| Rifondazione Comunista            | Francesco Maria Cucolo Accede al ballottaggio | 11.984 | 44,83 | 1.258                                    | 4,86   | 2     |       |
| Federazione dei Verdi             | Francesco Maria Cucolo Accede al ballottaggio | 11.984 | 44,83 | 803                                      | 3,10   | 1     |       |
|                                   | Vincenzo Sica Accede al ballottaggio          | 4.800  | 17,96 | Forza Italia-Cristiani Democratici Uniti | 4.638  | 17,91 | 5     |
|                                   | Gennaro Di Paolo                              | 4.626  | 17,31 | Alleanza Nazionale                       | 4.217  | 16,28 | 4     |
|                                   | Pasquale D'Amelio                             | 2.970  | 11,11 | Centro Cristiano Democratico             | 2.794  | 10,79 | 2     |
|                                   | Michele Attanasio                             | 932    | 3,49  | Partito Repubblicano Italiano            | 1.157  | 4,47  | 1     |
|                                   | Aniello Estero                                | 718    | 2,69  | Patto dei Democratici                    | 777    | 3,00  | -     |
|                                   | Nicola Sansone                                | 700    | 2,62  | Federazione Laburista                    | 735    | 2,84  | -     |
| Totale                            | Totale                                        | 26.730 | 100   |                                          | 25.895 | 100   | 30    |

#### Torre del Greco
| Candidati                          | Candidati                 | Voti                 | %     | Liste                                      | Voti   | %     | Seggi |
| ---------------------------------- | ------------------------- | -------------------- | ----- | ------------------------------------------ | ------ | ----- | ----- |
|                                    | Antonio Cutolo ✔️ Sindaco | 28.194               | 53,27 | Partito Popolare Italiano                  | 8.023  | 15,93 | 7     |
| Partito Democratico della Sinistra | Antonio Cutolo ✔️ Sindaco | 28.194               | 53,27 | 7.463                                      | 14,82  | 7     |       |
| Socialisti Torresi-Laburisti       | Antonio Cutolo ✔️ Sindaco | 28.194               | 53,27 | 2.202                                      | 4,37   | 2     |       |
| Rifondazione Comunista             | Antonio Cutolo ✔️ Sindaco | 28.194               | 53,27 | 1.722                                      | 3,42   | 1     |       |
| Azione Repubblicana                | Antonio Cutolo ✔️ Sindaco | 28.194               | 53,27 | 1.693                                      | 3,36   | 1     |       |
| Federazione dei Verdi              | Antonio Cutolo ✔️ Sindaco | 28.194               | 53,27 | 1.499                                      | 2,98   | 1     |       |
| Federazione Laburista              | Antonio Cutolo ✔️ Sindaco | 28.194               | 53,27 | 1.367                                      | 2,71   | 1     |       |
|                                    | Ciro Borriello            | 16.783               | 31,71 | Forza Italia                               | 8.018  | 15,92 | 7     |
| Alleanza Nazionale                 | Ciro Borriello            | 16.783               | 31,71 | 5.105                                      | 10,13  | 4     |       |
| Centro Cristiano Democratico       | Ciro Borriello            | 16.783               | 31,71 | 2.605                                      | 5,17   | 2     |       |
| Polo del Cambiamento               | Ciro Borriello            | 16.783               | 31,71 | 2.179                                      | 4,33   | 1     |       |
| Seggio di coalizione               | Seggio di coalizione      | Seggio di coalizione | 31,71 | 1                                          |        |       |       |
|                                    | Giovanni Merlino          | 2.769                | 5,23  | Patto dei Democratici                      | 2.839  | 5,64  | 2     |
|                                    | Antonio Ramondo           | 2.533                | 4,79  | Cristiani Democratici Uniti-Italia Turrita | 2.554  | 5,07  | 2     |
|                                    | Giovanni Paolillo         | 1.287                | 2,43  | Nuova Edera per Torre                      | 1.601  | 3,18  | 1     |
|                                    | Domenico Balzano          | 718                  | 1,36  | Formazione Lista Civica                    | 897    | 1,78  | -     |
|                                    | Franco Maglione           | 646                  | 1,22  | Movimento Sociale Fiamma Tricolore         | 604    | 1,20  | -     |
| Totale                             | Totale                    | 52.930               | 100   |                                            | 50.371 | 100   | 40    |

#### Vico Equense
| Candidati                       | Candidati                     | Voti                 | %     | Liste                           | Voti   | %     | Seggi |
| ------------------------------- | ----------------------------- | -------------------- | ----- | ------------------------------- | ------ | ----- | ----- |
|                                 | Antonio Rossignaud ✔️ Sindaco | 7.360                | 57,88 | Lista Civica Aequana            | 2.968  | 24,58 | 5     |
| Forza Italia                    | Antonio Rossignaud ✔️ Sindaco | 7.360                | 57,88 | 2.516                           | 20,84  | 4     |       |
| Alleanza Nazionale              | Antonio Rossignaud ✔️ Sindaco | 7.360                | 57,88 | 1.815                           | 15,03  | 3     |       |
| Centro Cristiano Democratico    | Antonio Rossignaud ✔️ Sindaco | 7.360                | 57,88 | 1.137                           | 9,42   | 2     |       |
|                                 | Giuseppe De Robertis          | 5.356                | 42,12 | Lista Civica di Centro-Sinistra | 1.935  | 16,02 | 3     |
| Lista Civica di Centro-Sinistra | Giuseppe De Robertis          | 5.356                | 42,12 | 1,704                           | 14,11  | 2     |       |
| Seggio di coalizione            | Seggio di coalizione          | Seggio di coalizione | 42,12 | 1                               |        |       |       |
| Totale                          | Totale                        | 12.716               | 100   |                                 | 12.075 | 100   | 20    |

### Provincia di Caserta

#### San Felice a Cancello
| Candidati                    | Candidati                                 | Voti                 | %     | Liste                                                       | Voti  | %     | Seggi |
| ---------------------------- | ----------------------------------------- | -------------------- | ----- | ----------------------------------------------------------- | ----- | ----- | ----- |
|                              | Antonio Basilicata Accede al ballottaggio | 2.730                | 26,78 | Insieme per San Felice                                      | 2.586 | 26,26 | 12    |
|                              | Carmine Basilicata Accede al ballottaggio | 3.232                | 31,71 | Forza Italia-Cristiani Democratici Uniti-Alleanza Nazionale | 2.105 | 21,38 | 2     |
| Centro Cristiano Democratico | Carmine Basilicata Accede al ballottaggio | 3.232                | 31,71 | 1.535                                                       | 15,59 | 1     |       |
| Seggio di coalizione         | Seggio di coalizione                      | Seggio di coalizione | 31,71 | 1                                                           |       |       |       |
|                              | Luigi Mazzone                             | 2.359                | 23,14 | Partito Democratico della Sinistra                          | 1.358 | 13,79 | 1     |
| Rifondazione Comunista       | Luigi Mazzone                             | 2.359                | 23,14 | 649                                                         | 6,59  | -     |       |
| Seggio di coalizione         | Seggio di coalizione                      | Seggio di coalizione | 23,14 | 1                                                           |       |       |       |
|                              | Pasquale Ferrara                          | 1.872                | 18,37 | Socialdemocrazia Liberale Europea                           | 1.613 | 16,38 | 2     |
| Totale                       | Totale                                    | 10.193               | 100   |                                                             | 9.846 | 100   | 20    |